# 彼得·斯图奇卡
彼得·斯图奇卡（俄语：Пётр Иванович Стучка，1865年7月14—1932年1月25日）是苏联政治家、法学家。

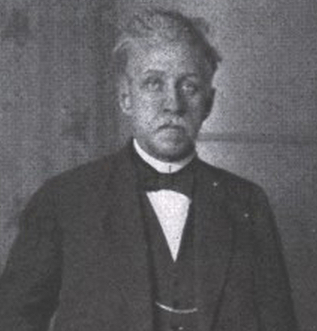
彼得·斯图奇卡

## 生平
1888年毕业于圣彼得堡大学，1895年加入拉脱维亚社会民主党，1903年加入俄国社会民主工党的布尔什维克翼：俄国共产党，在俄共第七、第九次代表大会当选候补中央委员，第八次当选中央委员。
1917年起历任俄罗斯司法政委、外交政委、最高法院院长、中央执行委员、莫斯科法学研究所所长。1918年12月至1920年1月任拉脱维亚社会主义苏维埃共和国人民委员会委员，1921年著《法和国家的革命作用》，1922年和叶夫根尼·帕舒卡尼斯组织共产主义学院法学部，1925~1927年与帕舒卡尼斯合编《国家与法百科全书》（Encyclopedia of state and law），1929~1930年出第二版。1927~1931年著《苏维埃民法教程》三卷，1931年同时著《为革命化的法律理论而斗争的十三年》和《苏维埃法的革命作用》。
1932年逝世。与帕舒卡尼斯不同，斯图奇卡肯定社会主义法，把经济法分为资本主义经济法（私人经济法）和社会主义经济法（计划经济法）。1964年出版《马克思列宁主义法学理论选集》。